# Quintanilla de Trigueros
Quintanilla de Trigueros település Spanyolországban, Valladolid tartományban. Quintanilla de Trigueros Dueñas, Cubillas de Santa Marta, Trigueros del Valle, Ampudia és Santa Cecilia del Alcor községekkel határos. Lakosainak száma 101 fő (2024).

## Népesség
A település népessége az utóbbi években az alábbiak szerint változott:
| Lakosok száma | 113  | 118  | 123  | 110  | 113  | 107  | 101  | 108  | 104  | 101  |
|               | 2001 | 2004 | 2007 | 2009 | 2012 | 2014 | 2017 | 2019 | 2022 | 2024 |